# Runmarö kanal

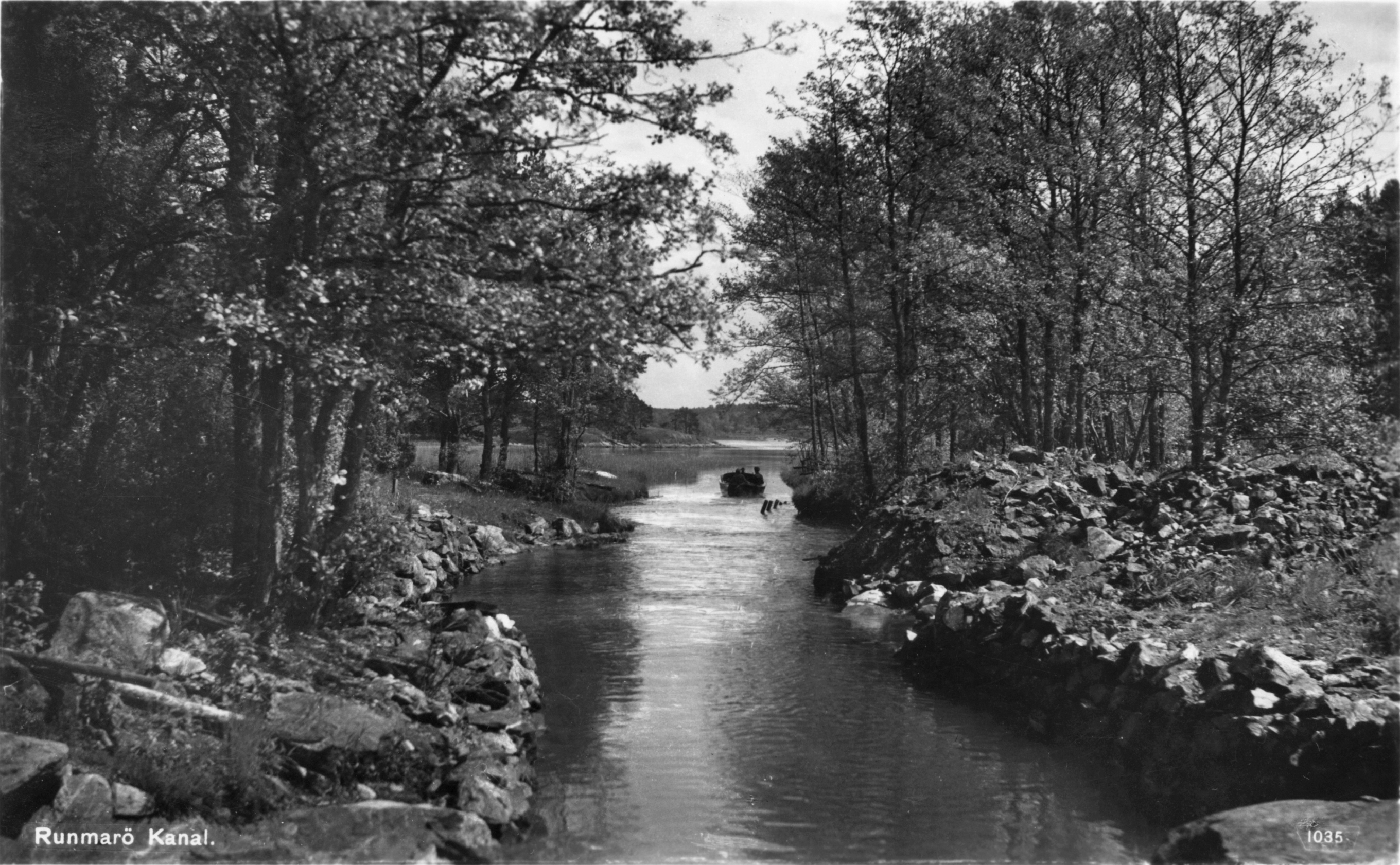
Kanalen fotograferad någon gång på 1940-talet.

Runmarö kanal är en sprängd kanal mellan Storön och Runmarö i Värmdö kommun. Fram till början av 1900-talet delades Storön och Runmarön av att naturligt sund, men landhöjningen gjorde att sundet blev allt smalare och grundare tills det mest liknade ett dike.
Den ursprungliga kanalen byggdes 1931–1933 av Runmarö fiskareförening och invigdes 24 maj 1933. De begränsade medel fiskareföreningen hade gjorde att endast mindre spräng- och grävarbeten kunde utföras vilket gjorde kanalen både smal och krokig. Ett par år efter kanalens invigning stod landsvägen till Stavsnäs färdig. Bussförbindelsen mellan Stavsnäs och Stockholm kom till stor del att ersätta ångbåtstrafiken vilket ökade behovet av en framkomlig vattenväg mellan Stavsnäs och byarna på Runmarös östsida samt öarna längre ut som Aspön och Bullerön.
Fiskareföreningen utarbetade en plan på en bredare och rakare kanal som dessutom inkluderade en bro mellan Storön och Runmarö, men eftersom föreningen inte hade de ekonomiska medlen att genomföra den blev planen bordlagd. Det var först 1951 när Väg- och vattenbyggnadsstyrelsen tog över projektet som dagens kanal började byggas. Den invigdes 5 november 1954 och kostade 110 000 kronor.